# Moschee al-Mansur

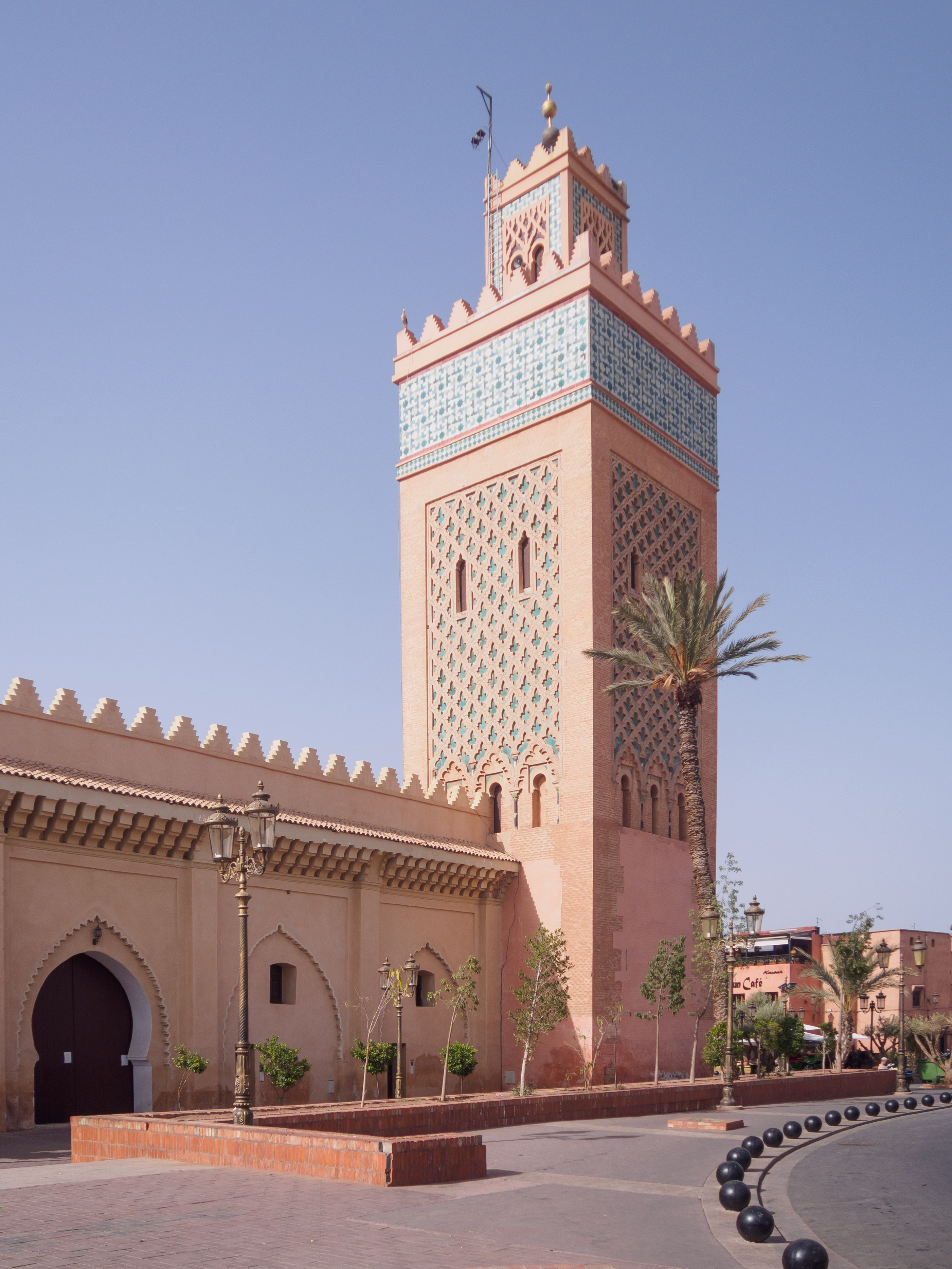
Minarett der Moschee al-Mansur in Marrakesch

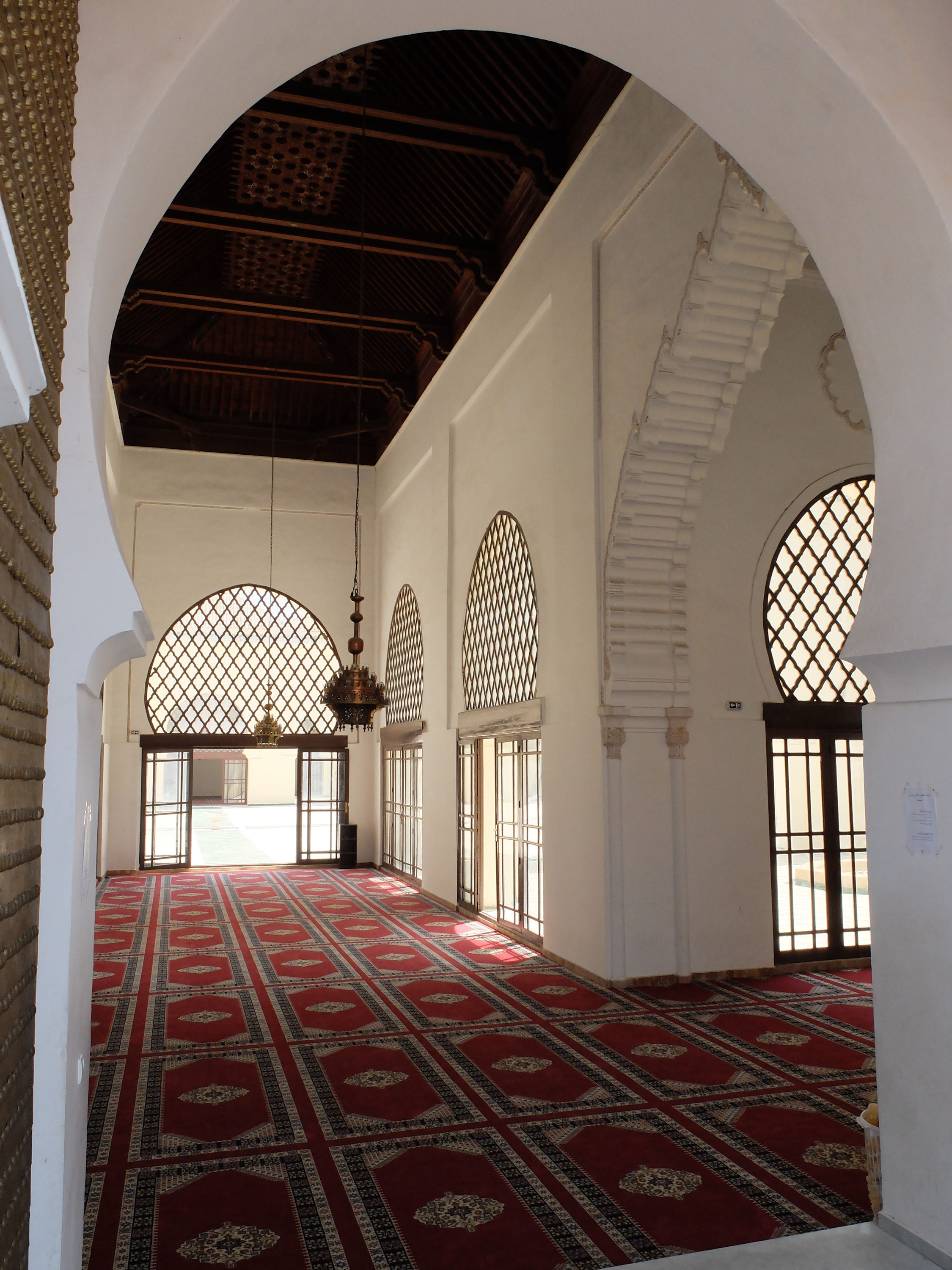
Blick in den Gang zwischen den beiden westlichen Innenhöfen der Moschee

Die Moschee al-Mansur (Masǧid al-Manṣūr, auch: al-Masǧid al-Manṣūrī al-Muwaḥḥidī) ist ein almohadischer Moscheebau in Marrakesch, der auch als „Kasbah-Moschee“ bezeichnet wird.

## Geschichte
Die Moschee wurde unter dem Almohaden-Herrscher Yaʿqūb al-Mansūr in den Jahren 1184 bis 1199 im Kasbah-Viertel von Marrakesch erbaut. Im 16. Jahrhundert von den Saadiern und im 18. Jahrhundert von den Alawiden restauriert, teilweise auch umgebaut, blieb der ursprüngliche Charakter jedoch unangetastet.

## Architektur
Die Grundmaße des Moscheebaues betragen 76 × 71 Meter. Damit ist sie in ihren Dimensionen nur geringfügig kleiner als die nur etwa einen Kilometer entfernt liegende Koutoubia-Moschee, die jedoch deutlich mehr Menschen aufnehmen konnte, denn das Innere der Kasbah-Moschee ist ganz wesentlich geprägt von fünf Höfen mit Brunnenbecken; der eigentliche Gebetssaal nimmt nur einen geringen Teil (ca. 30 %) der Gesamtfläche ein.
Das aus Hausteinen errichtete und weitgehend ungegliederte Minarett erhebt sich in der südwestlichen Ecke der Moschee. Sein charakteristisches, alle vier Seiten des Turms gleichermaßen überziehendes Rautenmuster entwickelt sich – ähnlich wie beim oberen Teil des Hassan-Turms in Rabat – aus sich unablässig überschneidenden Bögen, die auf kleinen Säulchen ruhen. Der Turmschaft endet in einem kleinteiligen Kachelmosaik mit darüber umlaufenden Zinnenkranz – Elementen, die sich im Dekor der Laterne wiederholen.

## Bedeutung
Mit ihrer – in Marokko einzigartigen – Raumaufteilung täuscht die Moschee Größe nur vor. Zu ihrer Bauzeit war sie gedacht als Moschee der Hofbeamten und höheren Militärs, die mit ihren Familien und der Dienerschaft im Kasbah-Viertel von Marrakesch lebten. Das – potentiell unendliche – Rautenmuster des Turms wurde zum Vorbild vieler Minarette im Maghreb.